# Alberto Cheli
Alberto Cheli (Firenze, 2 novembre 1951) è un cantautore italiano.

## Biografia
Interprete dalla voce possente (soprattutto nei toni acuti e nei falsetti), dopo essere stato attivo a fine anni '60 soprattutto nell'ambiente musicale romano negli anni '70 entra a far parte della Schola Cantorum, da cui si è allontanato brevemente per incidere, nel 1979 con la CGD, il brano Cavalli alati (che ebbe un discreto riscontro di vendite) e per partecipare da solista al Festival di Sanremo 1980 con Passerà senza però riscuotere il seguito del disco precedente.
Dopo queste esperienze soliste ha partecipato ancora alle attività del gruppo che, con formazioni diverse e con alterne fortune, si è ripresentato a Sanremo e in altre manifestazioni canore.
Nel 1986 inciderà l'album Fa che la vita cominci da adesso e nel 1988-1989 aiuterà Jo Chiarello a produrre l'album Io e il cielo, il cui singolo Come nasce un nuovo amore vincerà Saint Vincent '88 nella sezione giovani.

## Discografia parziale da solista

### Singoli
- 1979 - Cavalli alati/Sto male (CGD, 10161)
- 1980 - Passerà/Al bar delle principesse (CGD, 10250)

### Album
- 1979 - Cavalli alati (CGD, 20139)
- 1980 - Passerà (CGD 20199)
- 1986 - Fa che la vita cominci da adesso  (Pipol Record, PLPQ 00841)

## Partecipazioni a Sanremo
- Sanremo 1978 - Il mio amore (come membro della Schola Cantorum) - 7° classificati
- Sanremo 1980 - Passerà - Finalista
- Sanremo 1986 - Azzurra anima (come membro della Nova Schola Cantorum) - Sezione Nuove Proposte - Non finalista